# Dolaincourt
Dolaincourt és un municipi francès, situat al departament dels Vosges i a la regió del Gran Est. L'any 2007 tenia 85 habitants.

## Demografia

### Població
El 2007 la població de fet de Dolaincourt era de 85 persones. Hi havia 32 famílies, de les quals 16 eren parelles sense fills, 8 parelles amb fills i 8 famílies monoparentals amb fills.
La població ha evolucionat segons el següent gràfic:
Habitants censats

### Habitatges
El 2007 hi havia 41 habitatges, 32 eren l'habitatge principal de la família, 7 eren segones residències i 2 estaven desocupats. Tots els 40 habitatges eren cases. Dels 32 habitatges principals, 29 estaven ocupats pels seus propietaris i 3 estaven llogats i ocupats pels llogaters; 1 tenia tres cambres, 8 en tenien quatre i 23 en tenien cinc o més. 25 habitatges disposaven pel capbaix d'una plaça de pàrquing. A 12 habitatges hi havia un automòbil i a 18 n'hi havia dos o més.

### Piràmide de població
La piràmide de població per edats i sexe el 2009 era:
| Homes | Edats   | Dones |
| ----- | ------- | ----- |
| 0     | 95 o +  | 0     |
| 0     | 90 a 94 | 0     |
| 0     | 85 a 89 | 0     |
| 0     | 80 a 84 | 0     |
| 1     | 75 a 79 | 3     |
| 1     | 70 a 74 | 2     |
| 2     | 65 a 69 | 0     |
| 4     | 60 a 64 | 3     |
| 4     | 55 a 59 | 3     |
| 0     | 50 a 54 | 2     |
| 5     | 45 a 49 | 2     |
| 3     | 40 a 44 | 2     |
| 4     | 35 a 39 | 1     |
| 1     | 30 a 34 | 1     |
| 1     | 25 a 29 | 5     |
| 2     | 20 a 24 | 0     |
| 2     | 15 a 19 | 4     |
| 3     | 10 a 14 | 2     |
| 2     | 5 a 9   | 1     |
| 1     | 0 a 4   | 0     |

## Economia
El 2007 la població en edat de treballar era de 46 persones, 28 eren actives i 18 eren inactives. Les 28 persones actives estaven ocupades(17 homes i 11 dones).. De les 18 persones inactives 8 estaven jubilades, 3 estaven estudiant i 7 estaven classificades com a «altres inactius».
Activitats econòmiques
L'any 2000 a Dolaincourt hi havia 3 explotacions agrícoles.

## Poblacions més properes
El següent diagrama mostra les poblacions més properes.